# Sesonk (törzsfő)
Sesonk a líbiai meswes törzs főnöke volt az ókori egyiptomi XXI. dinasztiával egyidőben. Főként a XXII. dinasztia őseként ismert.

## Élete
Felesége Mehitenweszhet, akinek több említése maradt fenn, mint férjének. Ezeknek, valamint a Paszenhór-sztélén lévő genealógiának köszönhetően ismerjük Sesonk családi kapcsolatait. Apja Paihuti, a meswes törzs főnöke. Sesonknak legalább két fia született, Oszorkon (más néven Oszorkhór), a XXI. dinasztia fáraója, valamint Nimlot meswes törzsfő, a XXII. dinasztia alapítójának, I. Sesonknak az apja.
```
              Paihuti
                 |
                 |
                 |    
             Sesonk = Mehitenweszhet
                        |
               +--------+--------+
               |                 | 
       Oszorkon               Nimlot = Tentszepeh                       
                                       |
                                       |
                                       |
                                   I. Sesonk
```

## Fordítás
- Ez a szócikk részben vagy egészben  a   Shoshenq A című angol Wikipédia-szócikk ezen változatának fordításán alapul.  Az eredeti cikk szerkesztőit annak laptörténete sorolja fel. Ez a jelzés csupán a megfogalmazás eredetét és a szerzői jogokat jelzi, nem szolgál a cikkben szereplő információk forrásmegjelöléseként.